# Eda kommun
Eda kommun är en kommun i Värmlands län. Centralort är Charlottenberg.
Större och mindre dalgångar präglar naturen i Eda. Kölaälven och Vrångsälven rinner i de största dalgångarna. Det finns gamla brukstraditioner från ett flertal bruksorter i det som idag utgör Eda kommun. Det finns också en lång historia av industrier. I stor utsträckning har industrisektorn sysselsatt områdets invånare sedan industrialiseringen slog igenom i Sverige.
Området hade en befolkningstopp på 1930-talet men därefter har befolkningstrenden, med undantag för enskilda år, varit negativ. Efter valen på 2010- och 2020-talen har kommunen haft växlande styren.

## Administrativ historik

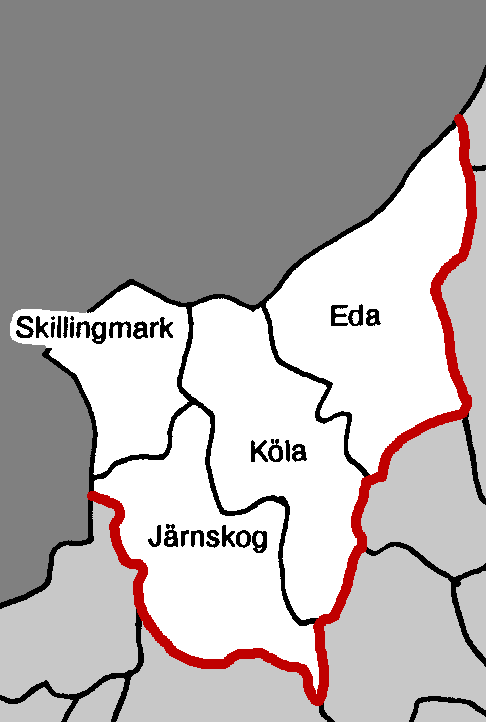
Socknar inom kommunen.

Kommunens område motsvarar socknarna: Eda, Järnskog, Köla och  Skillingmark. I dessa socknar bildades vid kommunreformen 1862 landskommuner med motsvarande namn. 
I Eda landskommun fanns municipalsamhällena Charlottensberg, inrättat 2 februari 1906, och Åmotfors, inrättat 18 november 1904. Båda upplöstes 31 december 1961.
Vid kommunreformen 1952 uppgick Skillingmarks landskommun i Järnskogs landskommun medan Eda landskommun och Köla landskommun förblev opåverkade.
Eda kommun bildades vid kommunreformen 1971 av landskommunerna Eda,  Järnskog och Köla.
Kommunen ingick från bildandet till 2005 i Arvika domsaga och ingår sedan 2005 i Värmlands domsaga.

## Geografi
Kommunen gränsar till Arvika och Årjängs kommuner i Sverige, och till Eidskogs, Kongsvingers och Aurskog-Hølands kommuner i Norge.

### Topografi och hydrografi
Större och mindre dalgångar präglar naturen i Eda. Kölaälven och Vrångsälven rinner i de största dalgångarna. Från gränsen mot Norge och söderut mot Järnskog rinner Kölaälven i den smala och skarpt begränsade sprickdalen Skillingmarksdalen. Den böjer tvärt av mot Köla i nordnordöst och är där nerskuren i sedimenten. Därefter har den ett meandrande lopp och på flera ställen finns raviner. Vid bland annat Charlottenberg finns isälvsavlagringar i dalgångarna och ibland längs sluttningarna. Dalgångarna är fyllda med lättbrukad jord som har nyttjats som jordbruksmark, i Adolfsfors har sådan jord nyttjats för jordbruk sedan järnåldern. Berg och morän dominerar på höjder och längs sluttningar, ibland med blockrik yta. I Skillingmarksdalen finns små urskogsområden.
Nedan presenteras andelen av den totala ytan 2020 i kommunen jämfört med riket.
|  | Bebyggelse (3,4 %) |

|  | Skog (84,9 %) |

|  | Öppen myrmark (4,0 %) |

|  | Jordbruksmark (6,0 %) |

|  | Övrig mark (1,7 %) |

|  | Bebyggelse (3,1 %) |

|  | Skog (68,0 %) |

|  | Öppen myrmark (7,2 %) |

|  | Jordbruksmark (7,4 %) |

|  | Övrig mark (14,3 %) |

### Naturskydd
År 2022 fanns 15 naturreservat i Eda kommun. Bland dessa hittades Glaskogen, bildat 1970 och utökat 1981 och 1982. Reservatet omfattade därefter 29 000 hektar. Syftet med att reservatet bildades var att "bevara ett stort område med vildmarkskaraktär och natursköna miljöer samt talrika sjöar och vattendrag och för att området därför har en stor betydelse för allmänhetens friluftsliv". Reservatet geografiska läge – mitt i växtgränsen – ger en blandning av både  nordliga och sydliga arter. Ett annat exempel på naturreservat i kommunen är Kvickneåsen. Det bildades 2011 och består av 89 hektar, primärt äldre granskog. Kvickneåsen är en av länets största nyckelbiotoper.

### Administrativ indelning
Fram till 2016 var kommunen för befolkningsrapportering indelad i tre församlingar: Eda församling, Järnskog-Skillingmarks församling och Köla församling.

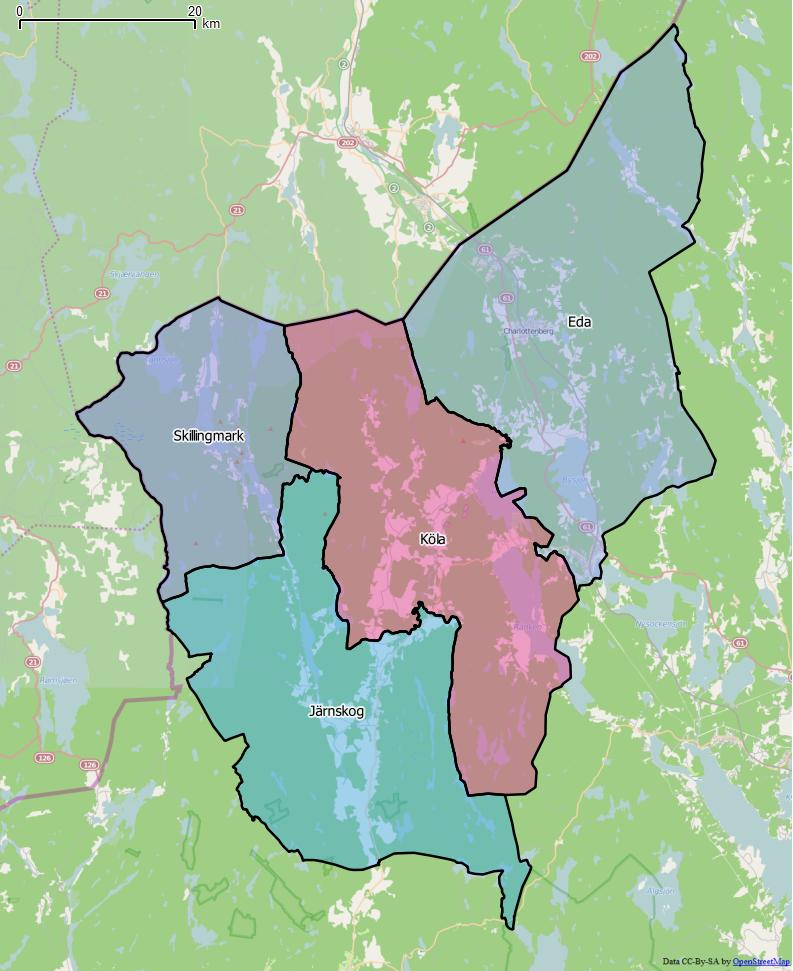
Distrikt (socknar) inom Eda kommun

Från 2016 indelas kommunen istället i fyra distrikt, vilka motsvarar de tidigare socknarna. – Eda, Järnskog, Köla och Skillingmark.

### Tätorter
Vid tätortsavgränsningen av Statistiska centralbyrån den 31 december 2015 fanns det fyra tätorter i Eda kommun.
| Nr | Tätort         | Folkmängd |
| -- | -------------- | --------- |
| 1  | Charlottenberg | 2 368     |
| 2  | Åmotfors       | 1 347     |
| 3  | Koppom         | 669       |
| 4  | Eda glasbruk   | 215       |

Centralorten är i fet stil.

## Styre och politik

### Styre
Mandatperioden 2010–2014 styrdes kommunen av Alliansen som tillsammans bildade en minoritetskoalition. De samlade 16 av 35 mandat i kommunfullmäktige. Efter valet 2014 tog Hela Edas Lista (HEL) över makten genom en koalition med Vänsterpartiet. De båda partierna samlade 13 av 35 mandat.
Mandatperioden 2018–2022 styrdes kommunen av en minoritetskoalition med Centerpartiet, HEL, Vänsterpartiet och Kristdemokraterna. En ny styrande koalition bestående av Centerpartiet, Moderaterna Kristdemokraterna, Vänsterpartiet, Liberalerna och HEL bildades efter valet 2022. Även denna koalition är i minoritet.

### Kommunfullmäktige

#### Presidium
| Presidium 2022–2026    | Presidium 2022–2026 | Presidium 2022–2026 |
| ---------------------- | ------------------- | ------------------- |
| Ordförande             | HEL                 | Bo-Inge Nilsson     |
| Förste vice ordförande | S                   | Bo Sundbäck         |
| Andre vice ordförande  | L                   | Ola Dahlström       |

#### Mandatfördelning 1970–2022
|  | 23 | 9 | 4 | 4 |

| 37 |

|  | 21 | 12 | 3 | 4 |

| 36 |

|  | 21 | 12 | 3 | 4 |

| 34 | 7 |

|  | 21 | 11 | 3 | 5 |

| 34 | 7 |

|  | 22 | 10 | 2 | 6 |

| 32 | 9 |

|  | 22 | 9 | 4 | 5 |

| 32 | 9 |

| 2 | 21 |  | 9 | 3 | 5 |

| 30 | 11 |

|  | 20 |  | 9 | 3 |  | 6 |

| 28 | 13 |

| 2 | 20 | 7 | 7 |  | 4 |

| 26 | 15 |

| 2 | 17 | 11 | 6 |  | 4 |

| 26 | 15 |

|  | 18 | 4 | 11 | 2 | 2 | 3 |

| 25 | 16 |

|  | 16 | 5 | 13 |  |  | 4 |

| 23 | 18 |

| 11 | 8 | 10 |  |  | 4 |

| 19 | 16 |

| 3 | 10 | 10 | 2 | 5 |  |  | 3 |

| 20 | 15 |

| 2 | 10 | 5 | 4 | 7 |  | 2 | 4 |

| 20 | 15 |

| 2 | 9 | 3 |  | 6 | 5 |  | 3 | 5 |

| 21 | 14 |

### Nämnder

#### Kommunstyrelse
Kommunstyrelsen i Eda kommun utgörs av 11 ordinarie ledamöter. Under kommunstyrelsen finns ett utskott, allmänna utskottet, samt två råd: Folkhälsorådet och Pensionärs- och tillgänglighetsrådet.

#### Lista över kommunstyrelsens ordförande
Kommunstyrelsens ordförande är också kommunens kommunalråd.
- Gustav Gustavsson, Socialdemokraterna, 1971–1976[19]
- Harry Ericsson, Socialdemokraterna, 1977–1985[19]
- Nils Ericsson, Socialdemokraterna, 1986–september 1995[19]
- Lennart Olsson, Socialdemokraterna, oktober 1995–1998[19]
- Johanna Söderberg, Centerpartiet, 1999–2002[19]
- Hans-Peter Jessen, Socialdemokraterna, 2003–2010[19]
- Johanna Söderberg, Centerpartiet, 2011–2014[19]
- Hans Nilsson, Hela Edas Lista, 2015–2018[19]
- Johanna Söderberg, Centerpartiet, 2019–2022[19]
- Hanna Andersson, Moderaterna, 1 januari 2023–[19]

Denna lista hämtas från Wikidata. Informationen kan ändras där.

#### Övriga nämnder
Fram till 2023 hade Eda kommun en alternativ organisation med utskott. Därefter har de valt en nämndsorganisation som innebär att kommunen, utöver de obligatoriska nämnderna, har följande nämnder:
- Socialnämnden
- Bildningsnämnden
- Myndighetsnämnden
- Servicenämnden

Därtill finns följande kommungemensamma nämnder:
- Arvika-Eda överförmyndarnämnd
- Drifts- och servicenämnden (gemensam Värmlandskommunerna)
- Hjälpmedelsnämnden i Värmland (Region Värmland)

### Internationella relationer

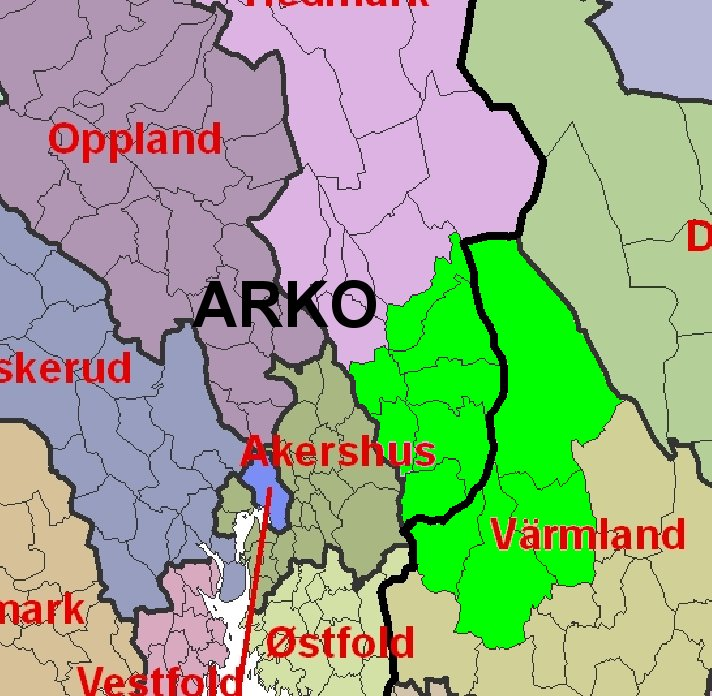
Kommuner som ingår i samarbetet ARKO

Eda kommun är med i den svensk-norska samarbetsregionen som kallas ARKO.

## Ekonomi och infrastruktur

### Näringsliv
Der finns gamla brukstraditioner från ett flertal bruksorter i det som idag utgör Eda kommun. De första bruket, Adolfsfors bruk, anlades 1744 i Köla socken. Tio år senare tillkom Adolfsfors nedre bruk, även känt som Noreborg, i Eda socken. Fler bruk följde i slutet av 1700-talet; i Häljeboda (Eda socken) och i Skillingmarks socken. År 1827 anlades ett bruk i Charlottenberg som med tiden kom att bli det största och mest långvariga. År 1838 tillkom ett bruk även i Järnskogs socken som förlades till Koppom.
Det finns också en lång historia av industrier. I stor utsträckning har industrisektorn sysselsatt områdets invånare sedan industrialiseringen slog igenom i Sverige. I början av 2020-talet var de största industrierna Fundo Components AB (lättmetallgjuteri), Norma Precision AB (tillverkning av ammunition för civilt bruk) och Nordic Paper Åmotfors AB (papperstillverkning). Av betydelse är kommunens geografiska läge, exempelvis är det cirka 10 mil till Oslos storstadsområde, vilket påverkar handeln positivt. Gränshandeln är särskilt viktig i Charlottenberg och Eda glasbruk. Detaljhandeln väl utbyggd. I kommunen ligger också skidorten Valfjället som ägs av Eda kommun. En annan turistort är det fiktiva fredsriket Morokulien - ett sex hektar stort landområde som omger ett fredsmonument. Det skapades 1959 för sändning av det svensk-norska radioprogrammet Över alla gränser.

### Infrastruktur

#### Transporter
Eda kommungenomkorsas av riksväg 61. Genom kommunen går också länsväg 177. Vidare genomkorsar även järnvägen Stockholm–Kil–Oslo området.

## Befolkning

### Demografi

#### Befolkningsutveckling
Kommunen har 8 412 invånare (31 december 2024), vilket placerar den på 241:a plats avseende folkmängd bland Sveriges kommuner.
| Befolkningsutvecklingen i Eda kommun 1810–2020 | Befolkningsutvecklingen i Eda kommun 1810–2020 | Befolkningsutvecklingen i Eda kommun 1810–2020 | Befolkningsutvecklingen i Eda kommun 1810–2020 | Befolkningsutvecklingen i Eda kommun 1810–2020 |
| --- | ---------------------------------------------- | ---------------------------------------------- | ---------------------------------------------- | ---------------------------------------------- |
| |                                                |                                                |                                                |                                                |
| År |                                                |                                                | Folkmängd                                      |                                                |
| 1810 | 1810                                           |                                                | 5 996                                          |                                                |
| 1820 | 1820                                           |                                                | 6 810                                          |                                                |
| 1830 | 1830                                           |                                                | 8 248                                          |                                                |
| 1840 | 1840                                           |                                                | 9 399                                          |                                                |
| 1850 | 1850                                           |                                                | 10 679                                         |                                                |
| 1860 | 1860                                           |                                                | 12 037                                         |                                                |
| 1870 | 1870                                           |                                                | 12 375                                         |                                                |
| 1880 | 1880                                           |                                                | 12 610                                         |                                                |
| 1890 | 1890                                           |                                                | 12 319                                         |                                                |
| 1900 | 1900                                           |                                                | 12 910                                         |                                                |
| 1910 | 1910                                           |                                                | 12 549                                         |                                                |
| 1920 | 1920                                           |                                                | 12 877                                         |                                                |
| 1930 | 1930                                           |                                                | 12 986                                         |                                                |
| 1940 | 1940                                           |                                                | 12 158                                         |                                                |
| 1950 | 1950                                           |                                                | 11 851                                         |                                                |
| 1960 | 1960                                           |                                                | 11 088                                         |                                                |
| 1970 | 1970                                           |                                                | 9 992                                          |                                                |
| 1975 | 1975                                           |                                                | 9 663                                          |                                                |
| 1980 | 1980                                           |                                                | 9 518                                          |                                                |
| 1985 | 1985                                           |                                                | 9 392                                          |                                                |
| 1990 | 1990                                           |                                                | 9 555                                          |                                                |
| 1995 | 1995                                           |                                                | 9 133                                          |                                                |
| 2000 | 2000                                           |                                                | 8 664                                          |                                                |
| 2005 | 2005                                           |                                                | 8 601                                          |                                                |
| 2010 | 2010                                           |                                                | 8 524                                          |                                                |
| 2015 | 2015                                           |                                                | 8 505                                          |                                                |
| 2020 | 2020                                           |                                                | 8 550                                          |                                                |
| Anm: Informationen gäller för dagens kommungränser. Äldre information är ihopsamlad från tidigare kommuner eller från socknarna som idag ingår i kommunen. |                                                |                                                |                                                |                                                |

#### Utländsk bakgrund
Den 31 december 2014 utgjorde antalet invånare med utländsk bakgrund (utrikes födda personer samt inrikes födda med två utrikes födda föräldrar) 2 339, eller 27,67 % av befolkningen (hela befolkningen: 8 453 den 31 december 2014).

#### Invånare efter de vanligaste födelseländerna
Den 31 december 2014 utgjorde folkmängden i Eda kommun 8 453 personer. Av dessa var 2 113 personer (25,0 %) födda i ett annat land än Sverige. I denna tabell har de nordiska länderna samt de 12 länder med flest antal utrikes födda (i hela riket) tagits med. En person som inte kommer från något av de här 17 länderna har istället av Statistiska centralbyrån förts till den världsdel som deras födelseland tillhör.
| Födelseland      | Födelseland                       | Födelseland |
| ---------------- | --------------------------------- | ----------- |
| 31 december 2014 |                                   |             |
| 1                | Sverige                           | 6 340       |
| 2                | Norge                             | 1 458       |
| 3                | Europeiska unionen: Övriga länder | 126         |
| 4                | Asien: Övriga länder              | 57          |
| 5                | Finland                           | 49          |
| 5                | Tyskland                          | 49          |
| 7                | Syrien                            | 47          |
| 8                | Thailand                          | 46          |
| 9                | Polen                             | 45          |
| 10               | Danmark                           | 42          |
| 11               | Europa utom EU: Övriga länder     | 32          |
| 12               | Afrika: Övriga länder             | 31          |
| 13               | Turkiet                           | 25          |
| 14               | Irak                              | 21          |
| 15               | Iran                              | 18          |
| 16               | Nordamerika                       | 16          |
| 17               | / SFR Jugoslavien/FR Jugoslavien  | 10          |
| 17               | Kina                              | 10          |
| 19               | Sydamerika                        | 8           |
| 20               | Afghanistan                       | 6           |
| 20               | Somalia                           | 6           |
| 22               | Bosnien och Hercegovina           | 5           |
| 23               | Sovjetunionen                     | 3           |
| 24               | Island                            | 2           |
| 25               | Oceanien                          | 1           |
| 26               | Okänt födelseland                 | 0           |

## Kultur

### Kulturarv

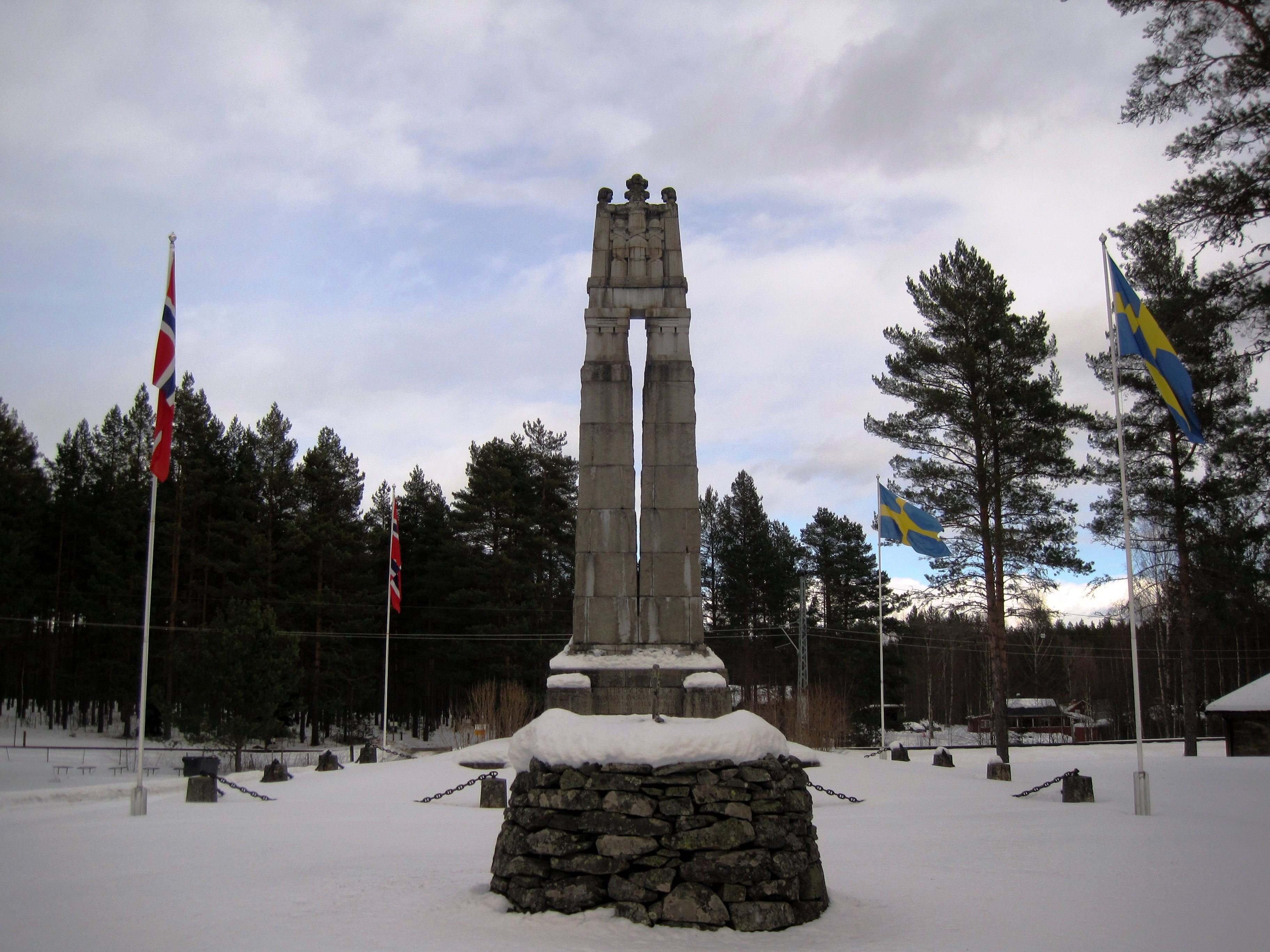
Fredsmonumentet i Morokulien.

I Morokulien finns ett fredsmonument,  minnesmärke, från 1914 över den då 100-åriga freden mellan Sverige och Norge.

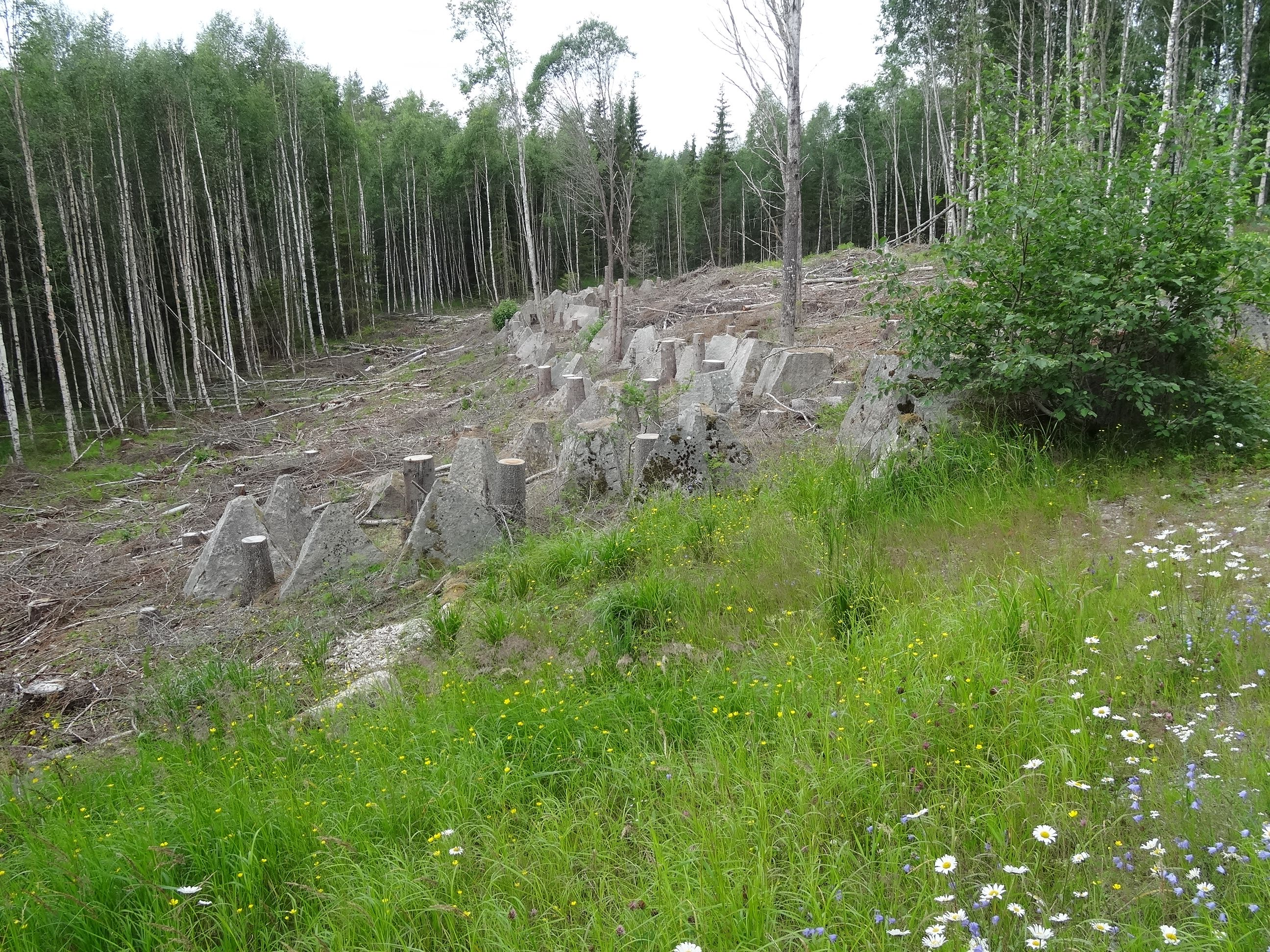
Stridsvagnshinder, draktänder, i dubbla rader på skansen Hultet. Den kompletterades med taggtråd och mineringar.

Ett annat kulturarv är Skansen Hultet, en försvarsanläggning som byggdes under andra världskriget. Den är en del av en ett omfattande försvarssystem som byggdes längs gränsen mot Norge. Eda skans är äldre, från 1600-talet, och ett minne från de svensk-danska krigen på 1600- och 1700-talen. Den är en av de många skansanläggningarna i gränskommunen.

### Kommunvapen
Blasonering: I blått fält en av en vågskura bildad stam och däröver en femuddig skans, allt av silver.
Alla de tre landskommuner som lades samman 1971 hade vapen och man planerade att skapa ett nytt för den nya kommunen genom att sammanföra element ur de tre vapnen. Man stannade dock för att låta registrera landskommunen Edas gamla vapen, som syftar på Eda skans och som fastställdes 1948, även för den nya kommunen och så skedde 1974.

Järnskogs landskommun (1959–1970)
Köla landskommun (1957–1970)